# Kontroler Xbox 360

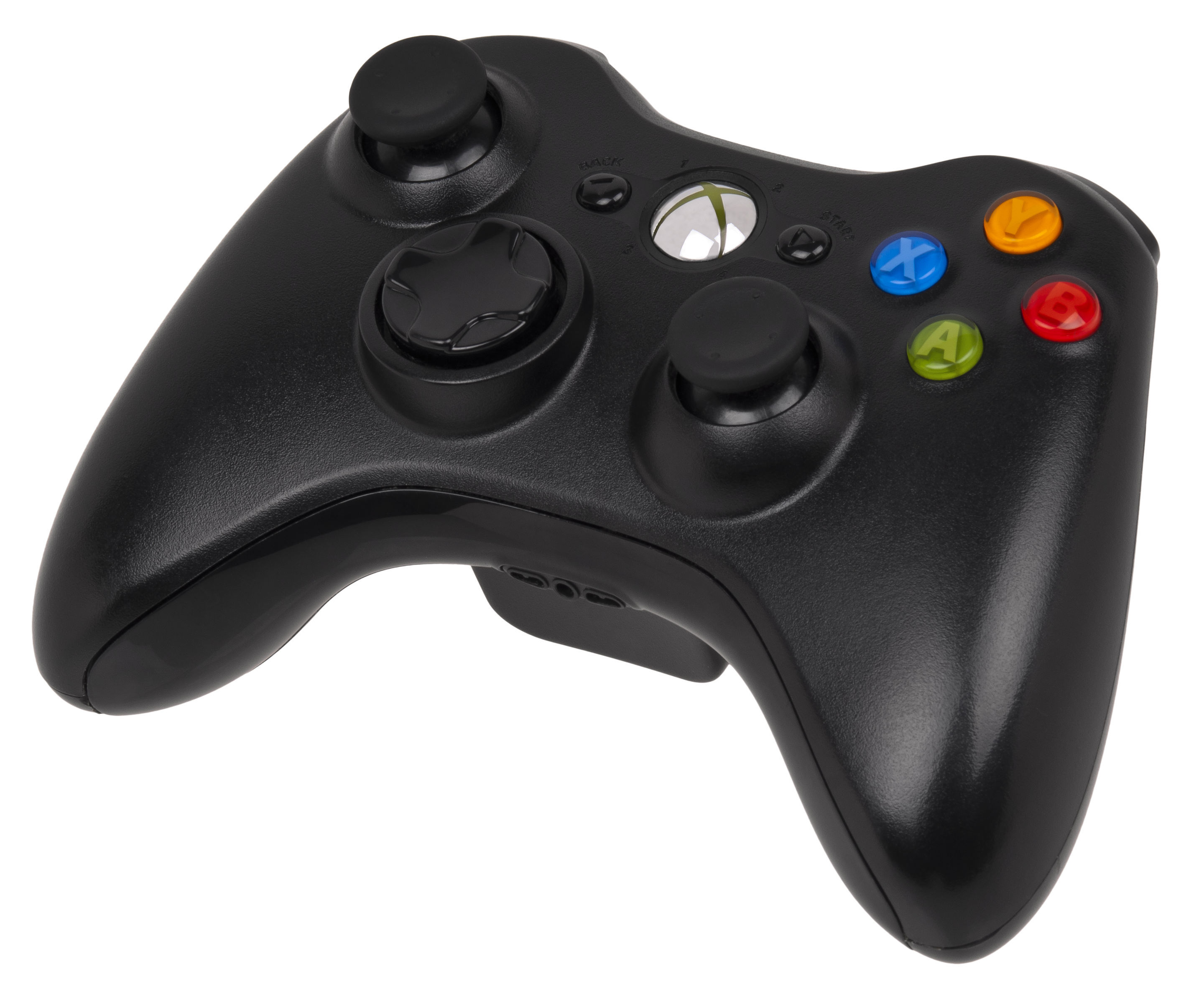
Standardowy kontroler Xbox 360

Kontroler Xbox 360 – gamepad przeznaczony dla konsoli Microsoft Xbox 360, po raz pierwszy zaprezentowany w 2005 roku podczas targów Electronic Entertainment Expo. Dostępny jest zarówno w wersji przewodowej, jak i bezprzewodowej, kompatybilnymi z systemami operacyjnymi Microsoftu Windows Vista, Windows 7, Windows 8 i Windows 10. Wersje bezprzewodowe zasilane są albo bateriami AA albo bateriami do ładowania. Wersje przewodowe podłączyć można do dowolnego portu USB konsoli lub komputera bądź do hubu USB. Kontroler nie współpracuje z konsolą Xbox, wymagającej dedykowanego jej kontrolera. Jego następcą jest kontroler Xbox One.

## Projekt
Układ przycisków na kontrolerze Xbox 360 zbliżony jest do tego z pierwszej konsoli, kilka przycisków pomocniczych zostało jednak przeniesionych. Przyciski „wstecz” i „start” zostały przeniesione w centralne miejsce przedniego panelu, zaś „biały” i „czarny” zostały usunięte i zastąpione dwoma nowymi przyciskami bocznymi (bumperami) umieszczonymi nad analogowymi spustami (triggerami) z tyłu kontrolera. Z przodu znajduje się dwuipółmilimetrowe wejście na wtyczkę typu jack, pozwalające podpiąć mikrofon i słuchawki do komunikacji głosowej. Po obu bokach wejścia znajdują się dwa złącza szeregowe umożliwiające podpięcie dodatkowych akcesoriów, takich jak np. chatpad.
31 sierpnia 2010 roku Larry Hryb z Microsoftu ujawnił projekt nowego kontrolera Xbox 360, mającego zastąpić bezprzewodowy kontroler dostarczany wraz z Play and Charge Kit. Poza drobnymi zmianami, takimi jak kształt gałek analogowych i szary kolor przednich przycisków, kontroler oferował zmieniony pad kierunkowy. W Ameryce Północnej nowy kontroler zadebiutował 9 listopada 2010 roku, z kolei w Europie w lutym 2011.
Chociaż kontroler obsługuje standardowy Human Interface Device, zaprojektowany został z myślą o stworzonej przez Microsoft bibliotece XInput. Obsługiwana jest ona przez wiele gier wydawanych na komputery osobiste, jednak nie wszystkie współpracują z kontrolerem.

## Układ
Na standardowym kontrolerze Xbox 360 znajduje się jedenaście cyfrowych przycisków (w wersji bezprzewodowej dostępny jest dwunasty, umożliwiający połączenie z konsolą), dwa analogowe spusty, dwie gałki analogowe i cyfrowy pad kierunkowy. Po prawej stronie przedniego panelu znajdują się cztery cyfrowe przyciski akcji: zielony „A”, czerwony „B”, niebieski „X” i pomarańczowy „Y”. Poniżej nich znajduje się prawa gałka analogowa. Po lewej stronie znajduje się pad kierunkowy, a powyżej niego lewa gałka analogowa. Obie gałki po wciśnięciu aktywują ukryte pod nimi cyfrowe przyciski. Pośrodku panelu znajdują się cyfrowe przyciski „start”, „wstecz” i „przewodnik”. Ostatni z przycisków ozdobiony jest logo Xboksa i umożliwia dostęp do menu przewodnika. Wokół przycisku znajdują się cztery diody LED oznaczające ilość podpiętych do konsoli kontrolerów. Po prawej i lewej stronie tylnego panelu znajdują się cyfrowe przyciski przednie oraz analogowe spusty.

Układ przycisków